# Wiatrak
Wiatrak (deutsch Schreibershöfchen) ist ein Ort in der polnischen Woiwodschaft Ermland-Masuren. Er gehört zur Gmina Bartoszyce (Landgemeinde Bartenstein) im Powiat Bartoszycki (Kreis Bartenstein (Ostpr.)).

## Geographische Lage
Wiatrak liegt in der nördlichen Mitte der Woiwodschaft Ermland-Masuren, 24 Kilometer südwestlich der ehemaligen und heute auf russischem Hoheitsgebiet gelegenen Kreisstadt Friedland (russisch Prawdinsk) bzw. zwei Kilometer nördlich des Zentrums der Stadt Bartoszyce (deutsch Bartenstein), angrenzend an deren Ortsteil Działki.

## Geschichte
Schreibershöfchen hieß vor 1820 Windmühlenhaus und entstand als ein großer Hof. Bis 1945 war es eine Ortschaft in der Stadtgemeinde Bartenstein im ostpreußischen Kreis Friedland (1927 bis 1945 „Kreis Bartenstein“) und zählte im Jahre 1905 55 Einwohner.
Im Jahre 1945 wurde in Kriegsfolge das gesamte südliche Ostpreußen an Polen abgetreten. Schreibershöfchen erhielt die polnische Namensform „Wiatrak“ (polnisch = „Windmühle“), wurde aus der Stadt Bartoszyce ausgegliedert und verselbständigt. Heute nun ist der Ort ein Teil der die Stadt umrahmenden Landgemeinde Bartoszyce im Powiat Bartoszycki (Kreis Bartenstein (Ostpr.)), von 1975 bis 1998 der Woiwodschaft Olsztyn, seither der Woiwodschaft Ermland-Masuren zugehörig. Im Jahre 2021 zählte Wiatrak 68 Einwohner.

## Religion
Christentum
Bis 1945 war Schreibershöfchen in die evangelische Johanniskirche Bartenstein in der Kirchenprovinz Ostpreußen der Kirche der Altpreußischen Union, außerdem in die römisch-katholische St.-Bruno-Kirche Bartenstein im damaligen Bistum Ermland eingepfarrt.
Heute gehört auch Wiatrak kirchlich zur Stadt Bartoszyce: zur katholischen Pfarrei, die jetzt dem Erzbistum Ermland zugeordnet ist, und zur evangelischen Kirchengemeinde, die nun eine Filialgemeinde der Johanneskirche in Kętrzyn (Rastenburg) in der Diözese Masuren der Evangelisch-Augsburgischen Kirche in Polen ist.

## Verkehr
Wiatrak liegt an einer Nebenstraße, die von Bartoszyce (Bartenstein) über Rusajny (Roschenen) bis nach Sępopol (Schippenbeil) verläuft. Eine Bahnanbindung über den Bahnhof Bartosyzce besteht nicht mehr, seit die Bahnstrecke Głomno–Białystok, die früher von Königsberg (Preußen) bis nach Prostken reichte, erst ab Korsze (Korschen) befahren wird.